# Sankt Pauli! – Rausgehen – Warmmachen – Weghauen
Sankt Pauli! – Rausgehen – Warmmachen – Weghauen ist ein deutscher Dokumentarfilm des Regisseurs Joachim Bornemann über den Fußballverein FC St. Pauli. Er zeigt die Profifußballmannschaft des Vereins in der Vorbereitung auf das entscheidende Heimspiel in der Regionalligasaison 2006/07 am 25. Mai 2007 gegen Dynamo Dresden zum Aufstieg in die 2. Bundesliga, den Abriss und Neubau der Südtribüne des Millerntor-Stadions sowie die Geschehnisse und Entwicklungen in den angrenzenden Stadtquartieren St. Pauli, Karolinen- und Schanzenviertel. Der Film wurde erstmals am 1. August 2008 im Millerntorstadion präsentiert. Der Titel der Dokumentation ist ein Zitat von Holger Stanislawski während einer Kabinenansprache.

## Hauptdarsteller
Die Dokumentation begleitet und interviewt sieben Menschen mit unterschiedlichen Funktionen aus dem direkten Umfeld des FC St. Pauli, die auf ihr persönliches Verhältnis zu dem Verein und ihren Werdegang innerhalb der Vereinsstrukturen eingehen.
- Holger Stanislawski (* 26. September 1969 in Hamburg) ist ein ehemaliger Profifußballspieler, Sport- und Teamchef beim FC St. Pauli und seit der Saison 2008/09 Cheftrainer der Profimannschaft. In seiner Funktion als Teamchef beschreibt er die sportlichen und budgetären Hintergründe der Mannschaft während der Aufstiegssaison.
- Corny Littmann (* 21. November 1952 in Münster) ist ein Unternehmer, Theaterbesitzer des Schmidt Theaters, Schauspieler und seit 2003 Vereinspräsident des FC St. Pauli. Er erläutert die vereinsinternen Hintergründe und Schwierigkeiten beim Bau der neuen Südtribüne.
- Der Zeugwart Claus-Peter „Bubu“ Bubke (* 3. März 1945) ist seit 1986 beim Verein und erörtert die geschichtlichen Entwicklungen während dieser Zeit.
- Sven Brux (* 10. Januar 1966 in Brühl) ist ehemaliger Fanbeauftragter, Mitbegründer des vereinsunabhängigen Fanladens, Mitbetreiber der Fankneipe „Jolly Roger“ und seit 1998 Veranstaltungsorganisator des Vereins sowie Vorstandsmitglied des Deutschen Karpfen Angelclub e. V.
- Roger Hasenbein (* 25. Februar 1958) ist Vorsitzender des Fanclubsprecherrates der organisierten Fanclubs des FC St. Pauli. Der Streetworker bei Straßenpflaster e. V. beschreibt die gesellschaftlichen Entwicklungen und Probleme in den angrenzenden Stadtquartieren und seiner Bewohner.
- Hendrik Lüttmer (* 1967) ist Produktchef bei der Agentur upsolut, welche die Fanartikel und Trikots des Vereins vermarktet. Der ehemalige Fanbeauftragte des Vereins ist der Erfinder der „Weltpokalsiegerbesieger“-T-Shirts. Der studierte Philosoph redet über die kommerziellen Aspekte des modernen Profifußballs und das Verhältnis des FC St. Paulis und der Fans zur Professionalisierung.
- Inga Waßmuß ist die Abteilungsleiterin der Frauen- und Mädchenfußballsparte und arbeitet nebenberuflich im Fanshop des Vereins. Die Fußballspielerin ist über die Frauenmannschaft zu dem Verein geraten.